# Alenka Puhar
Alenka Puhar, slovenska prevajalka, publicistka, aktivistka na področju človekovih pravic in strokovnjakinja na področju psihozgodovine, * 4. februar 1945, Črnomelj. 

## Življenje in delo
Rojena je med drugo svetovno vojno partizanskim staršem na osvobojenem ozemlju v Beli Krajini. Oče je modernistični slikar France Mihelič, pozneje poročen s pisateljico Miro Mihelič. Mama Helena Puhar, po kateri je poimenovana osnovna šola v Kranju, pa je delovala kot pedagoška svetovalka. Je potomka sorodnikov izumitelja in fotografa Janeza Puharja. Gregor Tomc, pisec punk rock besedil in sociolog, ki je bil rojen Heleni Puhar v poznejšem zakonu, je njen polbrat.
Klasično gimnazijo Poljane je obiskovala v Ljubljani, kjer je pozneje na Filozofski fakulteti tudi diplomirala iz anglistike in primerjalne književnosti.
Leta 1967 je prevedla roman 1984 avtorja Georga Orwella, ki je bil eden izmed prvih uradno objavljenih prevodov tega dela v tedanjih socialističnih deželah. Sledili so še drugi prevodi avtorjev kot so Gore Vidal, Frederick Forsyth and Wole Soyinka.
V 1970ih letih se je približala disidentskemu gibanju, nato v ’80 letih odšla v ZDA, kjer se je udeležila študija psihozgodovine pri njenem ustanovitelju v New Yorku, na podlagi katerega je objavila članek o razlikah v zgodovini otroštva med različnimi jugoslovanskimi narodi ter analizo medijskih fantazem, ki so napovedovale vojno med njimi ter odmevno knjigo Prvotno besedilo življenja, v kateri se je posvetila zgodovini otroštva na slovenskem v 19. stoletju.
V 1980ih in 1990ih je - kot vidna članica mnogih organizacij za demokratizacijo družbe in človekove pravice, ki so bile sestavni del slovenske pomladi - delovala na političnem civilno-družbenem področju.
Leta 2004 je uredila in objavila v knjižni obliki spomine Angele Vode, ene najvidnejših aktivistk feminističnega gibanja na slovenskem pred drugo svetovno vojno, ki jo je povojna komunistična oblast obsodila na Nagodetovem procesu in jo anatemizirala/anonimizirala. Na podlagi njene zgodbe je bil posnet tudi film (režiserka in soscenaristka Maja Weiss), ki ga je predvajala nacionalna televizija.
V letu 2010 je bil posnet dokumentarni film Otroštvo, posvečen pomenu in aktualnosti njenega dela Prvotno besedilo življenja in dela njene soimenjakinje Alenke Rebule Globine, ki so nas rodile.
Živi in deluje v Ljubljani.

## Pomembnejša dela
- Prvotno besedilo življenja, Zagreb: Globus, 1982
- Peticije, pisma in tihotapski časi, Maribor: Obzorja, 1985
- Slovenski avtoprotret 1918-1991, Ljubljana: Nova revija, 1992
- Skriti spomin (uredila spomine Angele Vode), Ljubljana: Nova revija, 2004
- Pozabljena polovica (urednica, skupaj z Marto Verginella in drugimi), Ljubljana: SAZU, 2007
- Mira Mihelič: družinska slika z gospo: življenje in delo Mire Mihelič (1912-1985), 2012
- Vitomil Zupan – Važno je priti na grič (uredila z Ifigenijo Simonović, Alešem Bergerjem, Nelo Malečkar idr.); Mladinska knjiga, 2014[4]
- Izidor Cankar. Mojster dobro zasukanih stavkov. Življenje in delo Izidorja Cankarja (1886-1958), Mladinska knjiga, 2016
- V vročem soncu vonj pelina: ob 100. obletnici rojstva Mimi Malenšek (1919-2012), 2019

## Nagrade in priznanja
- 1997 in 2005: Jurčičeva nagrada
- 2000: Valvasorjevo častno priznanje za dediče Franceta Miheliča. Poleg nje prejemnika še Maja Dolanc in France Mihelič.[5]